# 岸裕子
岸 裕子（きし ゆうこ、女性、1949年7月4日 - ）は、日本の漫画家。新潟県上越市出身、血液型はB型。「玉三郎恋の狂騒曲」など女装ものや美少年ものを多く執筆。その後レディスコミックや同人誌でも作品を発表。近年は同人誌での活動がメイン。
いわゆる24年組とは一線を画するが、同時期に同じ雑誌で活躍していたこともあり、影響を大きく受けており、広い意味では同じ範疇に属する作家である。

## 来歴
小学校1年のころからバレエ漫画を読んでおり、『少女クラブ』や少年雑誌に読み耽っていたという。そのころから漫画家になることが夢であったようである。自分で描いた漫画としては、ほとんどが時代劇で、艶のあるシーンがあったり、キリシタンが出てきたりと、白土三平のようなものを作画していた。ただ、投稿は中学2年の時からで、『なかよし』・『少女フレンド』・後述する『週刊マーガレット』などに行っていた。当時、丸山明宏の自叙伝を読んで感動し、作品にしようとも思っていたという。
1966年、17歳の時に『よわむし先生』（『増刊マーガレット』）でデビュー。初めての連載は『愛は罪をこえて!』（週刊マーガレット1969年25号 - 27号）。しばらくマーガレットで活動するが、1972年『ナインに乾杯』以降、小学館『別冊少女コミック』に活動の場を移す。同年12月号『恋はどこから？』より、代表作『玉三郎恋の狂騒曲』シリーズを足掛け8年（ - 1979年）にわたり、断続的に発表。この時期の代表作に、『そしてそれから…』に始まる『クリスチャン・アンドレアシリーズ』（1975年 - 1979年）、『雪の詩』、『炎の旋律』、『金色の星』（ともに1973年）、『風にのったら…』（1974年）、『金と銀』（1976年）、『五月に咲く花』に始まる『章司くんシリーズ』（1977年 - 1981年）などがある。
1981年、初めて小学館以外の場で『虞美人草』を発表。この年で小学館を離れ、フリーになる。『ボニータ』8月号所載の『ゆれて腕の中』以降、秋田書店を中心として、『LaLa』（白泉社）、『grape fruit』（新書館）などにも作品を発表するようになる。代表作『千の花』は1984年、朝日ソノラマの『デュオ』新年号に掲載。日本舞踊の家元争いをめぐる確執と、性転換の問題を描いて、話題を呼んだ。この時期の連作に、『別コミ』から転載された『夢の介』シリーズ（1980年 - 1984年）、『LaLa』掲載の、『バイオレット・グラデーション』シリーズ（1981年 - 1983年）、秋田書店『デジール』掲載の『ぼくたちの関係』シリーズ（1986年 - 1987年）がある。
1986年『ひとみCC（コミックコレクション）』4月25日号増刊発表の『薔薇天使』（チェスタートンの有名なトリックを使用）、同年の『ハロウィン』8・9月号掲載の『四君子』（精子欠乏症がテーマ）以降、ミステリー、ホラーものも執筆するようになる。その後、大陸書房『メヌエット』創刊号に『青月宮』（『銀のジーク』1話目）を発表。同シリーズは『メヌエット』休刊後も白夜書房『おまこみミステリー』に掲載され、同誌休刊後も書き下ろしでコミックス化され、その後も、同人サークル『うっとりくらぶ』で同人誌として続篇が作られ、ライフワークとなる。
1988年には、初の書き下ろし長篇、『リフレイン』を刊行。これは、のちに白夜書房から再刊される。同時期に、栗本薫らによる連作、『紫音と綺羅』、『聖痕變生』（ともに小説JUNE）の挿絵も担当する。

## 作風・人物
- 一般に同性愛・近親愛など、タブーの恋愛を描く作家として有名である。投稿作のころから、近親愛をテーマにした作品を描いていたようである[5][6]。しかし、男女間の恋愛物語も意表を突いた展開を見せる物語が多く、緻密かつ論理的に作られている。
- 人物の花を背景に描くことにこだわりを持っている。普通の背景を描くよりも、人物のバックの花を描く方がより難しいとのこと[7]。また、緑の目の登場人物が多く、緑が好きな色である[6]。
- 尊敬し、影響を受けた漫画家として山岸凉子と大島弓子をあげている。山岸凉子の『妖精王』には夢中になっていたという[8]。また大島弓子のエッセーから森茉莉も読んだことがあり、『日曜日に僕は行かない』が気に入ったそうである[9]。
- 基本的に作品の登場人物に感情移入することで作品を制作しているようで、『夢の介ラブ♡ランド』連載のころは生活が豊かになり、薄幸の美少年が登場するシリアスストーリーが描けないことが悩みであったようである[10]。
- 西洋風の作品や『銀のジーク』のようなファンタジーも得意であるが、作者自身は着物を描くことが好きなようである[8]。『アラビアンナイト』風の衣裳にも関心がある。バレリーナの森下洋子と坂東玉三郎が好きであるが、女性を感じさせるものには興味がなく、宝塚歌劇団や竹久夢二は好みではなく、岩田専太郎・上村松園・蕗谷虹児など、生身を感じさせないものに関心があるという[4]。
- その時描きたいものを描くのがモットーであり、本人が描きたくないものはほとんど描いていない[8]。
- 覚えていたくないようなことは眠ることで忘れられるようであり、また、忘れたいほど辛い出来事はそんなにないようである[11]。
- タバコを吸うのは好きではないが、タバコを吸うポーズを描くことや、周囲の人が吸うのを見るのは好きである[11]。
- ミステリーでは、エラリー・クイーンが好きで、そのほか、アルセーヌ・ルパンシリーズ、人形佐七捕物帳がお気に入りである。人形佐七を演じた松方弘樹に夢中になったことがあるそうである[11]。
- 漫画家にならなかったとしたら、俳優かバレリーナ、舞踊家になりたかったが、そのための苦労も知っているので、無理だろうとも語っている[11]。
- いわゆる健全でなくてもよいので、人間的に愛される、優しい主人公を描くのが望みである。そのため、テーマや内容がないという評価もあるが、作品のテーマ性よりも、100枚の作品を描いたら100枚を読ませるという反論もあり、後者の方を重視しているという[4]。
- 遅筆であり、1ヶ月で50枚を描いている。まとめて仕事をすることはできないそうで、先天性虚弱体質であるため、少女期には医院に通い、胃の薬を飲んで、副作用で声が出なくなったこともあるらしい。そのため、徹夜はできず、計画的に原稿を仕上げるため、締め切りには遅れたことはないという[4]。

## 著作

### 漫画
- 1966年
  - よわむし先生（『週刊マーガレット』増刊）
- 1967年
  - 天使もミニがおすき（『週刊マーガレット』増刊）
  - わたしのプリンス（『週刊マーガレット』増刊）
- 1968年
  - 神さまごめんね（『週刊マーガレット』春休み増刊5月16日号）
- 1969年
  - 愛は罪をこえて!（『週刊マーガレット』25号 - 27号）
- 1971年
  - ラブゲーム（『週刊マーガレット20号』）
  - 風の中の青春（『週刊マーガレット臨時増刊』）9月1日号
- 1972年
  - ナインに乾杯（『別冊少女コミック』1月号）
  - おれの嫁さん（『別冊少女コミック』3月号）
  - チィちゃんに愛を（『別冊少女コミック』4月号）
  - 恋人はあたしよ（『別冊少女コミック』5月号）
  - ウェディングベルは一度だけ（『別冊少女コミック』6月号）
  - はだかでこんにちは（『別冊少女コミック』7月号）
  - 愛に花を（『別冊少女コミック』8月号）
  - 恋に金髪おことわり（『別冊少女コミック』9月号）
  - お嫁にもらって（『別冊少女コミック』10月号）
  - いつもあなたを（『別冊少女コミック』11月号）
  - 恋はどこから?（『別冊少女コミック』12月号）（玉三郎シリーズ1）
- 1973年
  - 雪の詩（『別冊少女コミック』1・2月号）
  - 恋はきままに（『別冊少女コミック』4月号）（玉三郎シリーズ2）
  - 5月のたんぽぽ（『別冊少女コミック』5月号）
  - ばいばいバーディ（『週刊少女コミック』25号）
  - 炎の旋律（『別冊少女コミック』6月号）
  - ラブリー・ジーン（『別冊少女コミック』7月号）
  - この恋だれのもの!?（『別冊少女コミック』8月号）（玉三郎シリーズ3）
  - 金色の星（『別冊少女コミック』10・11月号）
  - レディ・エンジェル（『別冊少女コミック』12月号）
- 1974年
  - 恋は華麗にすさまじく（『別冊少女コミック』1月号）（玉三郎シリーズ4）
  - キッスの味は…（『別冊少女コミック』2月号）
  - 風にのったら…（『別冊少女コミック』4・5月号）
  - かくも恋とは（『別冊少女コミック』6月号）（玉三郎シリーズ5）
  - 志野とオレ（『別冊少女コミック』7月号）
  - 恋は魔術師（『別冊少女コミック』8月号）
  - グリーンアイにお気をつけ!（『別冊少女コミック』10月号）
  - ぼくのお嬢さん（『別冊少女コミック』11月号）
  - 恋は命がけ（『別冊少女コミック』12月号）（玉三郎シリーズ6）
- 1975年
  - 三つかぞえて目をあけて（『別冊少女コミック』1月号）
  - やさしい風（『別冊少女コミック』2月号）
  - 花はさくらぎ（『別冊少女コミック』4月号）（更紗登場作品）
  - あなたごのみは…（『別冊少女コミック』5月号）（サラサ登場作品）
  - 光の国へ…（『別冊少女コミック』6月号）（『風にのったら…』続篇）
  - 玉三郎恋の元禄絵巻（『別冊少女コミック』8月号）（玉三郎シリーズ7）
  - おムコさんください（『別冊少女コミック』9月号）
  - そしてそれから…（『別冊少女コミック』10月号）（クリスチャンシリーズ1）
  - 恋に狂い咲き（『別冊少女コミック』12月号）（玉三郎シリーズ8）
- 1976年
  - そのさきいって…（『別冊少女コミック』1月号）（サラサ登場作品）
  - 冬の日向（『別冊少女コミック』2月号）（クリスチャンシリーズ2）
  - あの子のキッスは…（『別冊少女コミック』4月号）
  - 恋のパリにて危機一髪!（『別冊少女コミック』5月号）（玉三郎シリーズ9）
  - 金と銀（『別冊少女コミック』6月号 - 8月号、10月号）
    1. バラ屋敷の少年
    2. 二人の王子
    3. 黒衣の天使
    4. ミモザの少女

  - あなたが…好き!（『別冊少女コミック』9月号）
  - 恋にきりきりまい（『別冊少女コミック』12月号）（玉三郎シリーズ10）
- 1977年
  - 雪の花（『別冊少女コミック』1・2月号）
  - 恋におちたら…（『JOTOMO』3月号）
  - 離婚宣言いたします!（『別冊少女コミック』4月号）（更紗登場作品）
  - 5月に咲く花（『別冊少女コミック』5月号）（章司くんシリーズ1）
  - 好き  きらい  好き（『別冊少女コミック』6月号）（章司くんシリーズ2）
  - 玉三郎恋の乱れ草紙（『別冊少女コミック』8月号）（玉三郎シリーズ11）
  - お手をどうぞお姫さま（『別冊少女コミック』9月号）
  - 11月物語（『別冊少女コミック』11月号）
  - その気にさせないで（『別冊少女コミック』12月号（サラサ登場作品）
- 1978年
  - 恋はすばやく!!（『別冊少女コミック』2月号）（玉三郎シリーズ12）
  - 居候ぶるうす（『別冊少女コミック』3月号）（章司くんシリーズ3）
  - もしもあたしに…（『別冊少女コミック』4月号）
  - 春待草（『プチコミック』5月1日号）（クリスチャンシリーズ3）
  - 薔薇の嵐（『別冊少女コミック』7月号 - 9月号）
  - ぶろおくん♥はあと（『別冊少女コミック』10月号）（章司くんシリーズ4）
  - 玉三郎恋物狂い（『別冊少女コミック』12月号）（玉三郎シリーズ13）
- 1979年
  - なんとなく幸せ（『別冊少女コミック』1月号）
  - しあわせ色のとき（『別冊少女コミック』4月号）（サラサ登場作品）
  - 風にゆく（『別冊少女コミック』6月号増刊）（クリスチャンシリーズ4）
  - ところによっては雨（『別冊少女コミック』7月号）（章司くんシリーズ5）
  - ふたりでティータイム（『別冊少女コミック』9月号）
  - ところによっては雨（『別冊少女コミック』10月号）（章司くんシリーズ6）
  - 秋かげろう（『別冊少女コミック』10月号増刊）（クリスチャンシリーズ5）
  - こんがらがって恋（『別冊少女コミック』12月号）（玉三郎シリーズ14）
- 1980年
  - バラ一輪蕾はふたつ《花言葉…秘密》（『プチコミック』1月号）[12]（サラサ登場作品）
  - 恋はハッピーエンド（『別冊少女コミック』1月号増刊）
  - 弥生3月花咲き月（『別冊少女コミック』3月号 （夢の介シリーズ1）
  - ハロー・グッバイ・ハロー（『別冊少女コミック』5・6月号）
  - 八月恋は乱れ月（『別冊少女コミック』8月号 （夢の介シリーズ2）
  - ネコネコにゃ－ご（『別冊少女コミック』8月号増刊）
  - スキヤキたべた?（『別冊少女コミック』11月号）（章司くんシリーズ7）
- 1981年
  - 虞美人草（ぐびじんそう-ひなげし-）（『LaLa』1月号）
  - 笑子（えみこ）（『別冊少女コミック』1月号増刊）
  - いめ－じ♥ちぇんじ（『別冊少女コミック』2月号）（章司くんシリーズ8）
  - バイオレット・グラデーション（『LaLa』4月号）（バイオレット・グラデーション1）
  - おそ咲きタンポポ（『別冊少女コミック』5月号）
  - どうしてもお嫁さん（『別冊少女コミック』6月号増刊）
  - ゆれて腕の中（『ボニータ』8月号）
  - 玉三郎さくら草紙（画集『玉三郎花つづり』、1981年6月）（玉三郎シリーズ番外篇）
  - 恋の狂騒曲番外編（作者よりワキ役に愛をこめて…）（画集『玉三郎花つづり』、1981年6月）（玉三郎シリーズ番外篇）
  - 白蓮（『grape fruit』創刊号）
  - 気分はさかりのカンナ月（『ボニータ』10月号）（夢の介シリーズ3）
  - 11月の夢もよう（『ボニータ』11月号）（夢の介シリーズ4）
  - 金木犀（『grape friut』2号）
- 1982年
  - 雪の降る夜は…（『ボニータ』新年号）（夢の介シリーズ5）
  - フルムーンナイト（『LaLa』新年号）（バイオレット・グラデーション番外篇）
  - 恋のトラスルメーカー（『ボニータ』3月号）（夢の介シリーズ6）
  - ダイアモンド狂騒曲（『LaLa』3・4月号）（バイオレット・グラデーション2）
  - 薔薇水（『grape friut』3号）
  - 恋の信号赤青きいろ（『ボニータ』5月号）（夢の介シリーズ7）
  - 季節はずれの恋吹雪（『ボニータ』7月号）（夢の介シリーズ8）
  - イマジネーション（『JUNE』No.6）
  - ベビイショック（『ボニータ』9月号）（夢の介シリーズ9）
  - ちょっとミステリー（『grape friut』6号）
  - ラブ・パニック（『ボニータ』11月号）（夢の介シリーズ10）
  - 似た者同志（『JUNE』No.8）
- 1983年
  - 青バラ（ブルーローズ）ブルース（『ボニータ』新年号）（夢の介シリーズ11）
  - 恋してアーメン（『ボニータ』3月号）（夢の介シリーズ12）
  - 沈丁花（『JUNE』No.9）
  - 薔薇夫人（マダム・ローズ）（『デラックスボニータ』5号）
  - センチメンタルメモリー（『ボニータ』5月号）（夢の介シリーズ13）
  - ちょっとミステリー2（『grape friut』9号）
  - 花ざかり夢ざかり（『ボニータ』7月号）（夢の介シリーズ14）
  - 今夜は殺して（『LaLa DX』）（バイオレット・グラデーション3）
  - 夢人形（『ボニータ』9月号）（夢の介シリーズ15）
  - バラ色エレジー（『ボニータ』11月号）（夢の介シリーズ16）
- 1984年
  - 金の王子銀の姫（『ひとみ』新年号）
  - 千の花（『デュオ』新年号）
  - ネコニャンニャン（『ボニータ』2月号）（夢の介シリーズ17）
  - 緋色のアンジェラ（『ひとみ』4月号）
  - いちぬけた!（『ボニータ』5月号）（夢の介シリーズ18）
  - 夢車（『ひとみデラックス』5月18日号）
  - バイバイエブリバデイ（『ボニータ』8月号）（夢の介シリーズ19）
  - タブー!（『ひとみデラックス』10月18日号）（泉くん登場作品1）
- 1985年
  - シャルウィダンス（『ジャム』3月号）
  - な忘れそ（『プチフラワー』3月号）
  - 先祖返り（『JUNE』No.21）（夢の介シリーズ番外篇）
  - ザ・シークレット（『ひとみデラックス』4月18日号）（泉くん登場作品2）
  - ハピネス（『grape friut』23号）
  - 天使になる日（『ひとみデラックス』9月20日号）
  - ゼウスの翼（『デジール』10月25日号）
- 1986年
  - キスミーエブリデイ（『ひとみデラックス』1月25日号）
  - ぼくたちの関係（『デジール』1月25日号）（ぼくたちの関係1）
  - おつぼさま事件（『ハロウィン』2月号）
  - 寒椿（『JUNE』No.27）
  - 薔薇天使（『ひとみコミック・コレクション』4月25日号）
  - 100本の赤いバラ（『ASUKA』6月号）
  - 花言葉そえて（『プチフラワー』6月号）（泉くん登場作品3）
  - 天真夢枕（『デジール』6月25日号）（ぼくたちの関係2）
  - 四君子（『ハロウィン』7・8月号）
  - 女難金難（『デジール』10月25日号）（ぼくたちの関係3）
  - 出席番号21（『ひとみデラックス』11月25日号）
  - 青の旋律（『ひとみコミック・コレクション』12月25日号）
  - グッドナイト（単行本『四君子』描きおろし）
- 1987年
  - 亮くんの憂欝（『デジール』2月25日号）（ぼくたちの関係4）
  - 金銀花（『ハロウィン』4・5月号）
  - 純情涙雨（『デジール』7月号）（ぼくたちの関係5）
  - 緑の炎（『サスペリア』10月5日号）
  - 月下美人（『ハロウィン』夏の増刊『ミステリーハロウィン』）
  - 大吉小吉（『デジール』11月号）（ぼくたちの関係6）
  - あなたの空で飛びたい（『ひとみコミック・コレクション』12月30日号）
- 1988年
  - トライアングルゾーン（『サスペリア』4月号）
  - リフレイン（同人誌『リフレイン』描きおろし12月）
  - 沙羅・双樹（『ミステリーRouge』vol.8（『レディースコミックルージュ』12月号増刊））
- 1989年
  - 雪白王（『ホラーハウス』3月号）
  - 青月宮（『メヌエット』1号）（『銀のジーク』1）
  - 睡る花（『ハロウィン』増刊『ミステリーハロウィン』）
  - 時の船（『メヌエット』3号）（『銀のジーク』2）
  - 奈落（『ミステリーRouge』12月号
  - ウイルスは踊る（同人誌『ちょっとティータイム』描きおろし）
  - 白銀星（『メヌエット』5号）（『銀のジーク』3）
- 1990年
  - 金連鎖（『メヌエット』6号）（『銀のジーク』4）
  - 俺の女に手を出すな（『ルージュ』3月号）
  - 眠りの公子（『メヌエット』7号）（『銀のジーク』5）
  - 夢の腕（『メヌエット』8号）（『銀のジーク』6）
  - 天星の剣（『メヌエット』9号）（『銀のジーク』7）
  - 共犯者（同人誌『沙羅・双樹』描きおろし）
  - 天国切符（同人誌『沙羅・双樹』描きおろし）
  - 黄玉の瞳（『メヌエット』10号）（『銀のジーク』8）
- 1991年
  - 夜香鳥（『ルージュ』7月号増刊『銀のジーク』スペシャル）（『銀のジーク』9）
  - 紅孔雀（『ルージュ』7月号増刊『銀のジーク』スペシャル）（『銀のジーク』10）
  - プレゼント（『ルージュ』7月号増刊『銀のジーク』スペシャル）（『銀のジーク』番外篇）
  - アフターデイ（『ルージュ』7月号増刊『銀のジーク』スペシャル）（『銀のジーク』番外篇）
  - 紫真珠（同人誌『紫真珠』）（『銀のジーク』11）
  - 月の王（『おまコミミステリー』vol.7）（『銀のジーク』12）
  - 海の七塔（『おまコミミステリー』vol.9）（『銀のジーク』13）
  - 天界樹（『おまコミミステリー』vol.11）（『銀のジーク』14）
  - 花冠の少年（『おまコミミステリー』vol.13）（『銀のジーク』15）
- 1992年
  - USAGI（同人誌『USAGI』）
  - 天使降臨（『コミックイマージュ』vol.5）
  - キラティアの憂欝（単行本『銀のジーク』第2巻描きおろし）（『銀のジーク』番外篇）
- 1993年
  - 散る散る満ちる（『コミックイマージュ』vol.7）
  - 天上界劇場パート1（単行本『銀のジーク』第3巻描きおろし）（『銀のジーク』番外篇）
  - 天上界劇場パート2（単行本『銀のジーク』第4巻描きおろし）（『銀のジーク』番外篇）
  - 午後の紅茶（『コミックイマージュ』vol.9）
  - 緑の誘惑（単行本『銀のジーク』第5巻描きおろし）（『銀のジーク』16）
- 1994年
  - 恋の一本背負い（『コミックイマージュ』vol.12）
  - 哀愁のキラティア、または復習（単行本『銀のジーク』第6巻描きおろし）（『銀のジーク』17）
  - 水晶琴（単行本『銀のジーク』第6巻描きおろし）（『銀のジーク』18）
- 1995年
  - 二重星（単行本『銀のジーク』第7巻描きおろし）（『銀のジーク』19）
  - 復讐のキラティア（単行本『銀のジーク』第7巻描きおろし）（『銀のジーク』20）
- 1996年
  - 神の手（単行本『銀のジーク』第8巻描きおろし）（『銀のジーク』21）
  - クリスタル・ラプソディー（単行本『銀のジーク』第8巻描きおろし）（『銀のジーク』22）
  - PASSION!（初出誌不明、5月）
- 1997年
  - 闇の王（単行本『銀のジーク』第9巻描きおろし）（『銀のジーク』23）
  - 黄金の花冠（単行本『銀のジーク』第9巻描きおろし）（『銀のジーク』24）

### 単行本

#### 玉三郎シリーズ
- 玉三郎恋の狂騒曲
  - 全5巻（小学館・フラワーコミックス）1975年 - 1981年
  - 全3巻（小学館・ジュディ・コミックス・クリエ）2009年 - 2010年  ※画集収録の番外篇も含む。

日本舞踊の名家に生まれた女装の美少年・玉三郎と、彼の勝気な婚約者山岸玲奈を中心に起こる騒動を綴ったラブコメ。

#### クリスチャン・アンドレアシリーズ
- そしてそれから…（新書館・ペーパームーンコミックス）1981年
- 風の恋歌（ペーパームーンコミックス）1981年

女と見紛う長い金髪の美少年クリスチャンをめぐる人々の運命を描く長篇ロマン。

#### 章司くんシリーズ
- ミルクボーイぶるうす（ペーパームーンコミックス）に、5篇収録。
- な忘れそ（朝日ソノラマ・サンコミックス・ストロベリーシリーズ）に、3篇収録。

シスコンの美少年、安藤章司をめぐる、生活臭あふれるラブコメ。

#### 夢の介シリーズ
- 夢の介ラブ♡ランド（全４巻。秋田書店・ボニータコミックス）  1982年 - 1984年

#### バイオレット・グラデーション
- バイオレット・グラデーション（サンコミックス・ストロベリーシリーズ）1984年

#### ぼくたちの関係
- ぼくたちの関係（サンコミックス・ストロベリーシリーズ）1989年

#### 銀のジーク
- 青月宮（大陸書房・メヌエットコミックス）1989年
- 白銀星（メヌエットコミックス）1990年
- 夜香鳥（メヌエットコミックス）1992年
- 銀のジーク（全9巻。白夜書房・白夜コミックス）1993年 - 1997年　※上記3冊収録作品を含む、完全版。

天上界の死の狩人、『銀のジーク』ことジークロンドを主人公にした長編ファンタジー。
- 同人誌  銀のジーク（30巻まで刊行）
- 天上界笑劇場 総集編（作者によるセルフパロディ）
- 天上界笑劇場２（短編集）
- 花冠銀月宮（発行・大衆文化。『銀のジーク』の台湾語訳）

#### その他
- 雪の詩（うた）（スタジオシップ・ポケットコミックス）1977年
- 炎の旋律（ポケットコミックス）1977年
- 金色の星（ポケットコミックス）1977年
- 雪の花（ポケットコミックス）1978年
- 風にのったら…（ポケットコミックス）1978年
- 三つかぞえて目をあけて（ポケットコミックス）1978年
- 11月物語（ポケットコミックス）1978年
- 金と銀（小学館・セブンコミックス）1979年
- 志野とオレ（ポケットコミックス）1979年
- あなたが…好き!（ポケットコミックス）1979年
- 薔薇の嵐（ポケットコミックス）1979年
- ミルクボーイぶるうす（ペーパームーンコミックス）1982年
- ばら一輪蕾はふたつ（ペーパームーンコミックス）1983年
- ハロー・ぐっばい・ハロー（サンコミックス・ストロベリーシリーズ）1983年
- 千の花（サンコミックス・ストロベリーシリーズ）1984年
- しあわせ色のとき（ペーパームーンコミックス）1984年
- 夢車（秋田書店・ひとみコミックス）1985年
- な忘れそ（サンコミックス・ストロベリーシリーズ）1985年
- 白蓮（サンコミックス・ストロベリーシリーズ）1986年
- 四君子（サンコミックス・ストロベリーシリーズ）1986年
- 金銀花（サンコミックス・ストロベリーシリーズ）1988年
- リフレイン（同人誌）1988年  ※白夜コミックス1992年
- 緑の炎（サンコミックス・ストロベリーシリーズ）1989年
- ちょっとティータイム  1989年（同人誌）
- ちょっとティータイム2  1992年（同人誌）…作者によるエッセー漫画集
- 沙羅・双樹（同人誌）1990年

※ 過去作品再収録
- 金と銀（サンコミックス・ストロベリーシリーズ）1987年
- 雪の花（サンコミックス・ストロベリーシリーズ）1987年
- 薔薇の嵐（サンコミックス・ストロベリーシリーズ）1987年
- 11月物語（サンコミックス・ストロベリーシリーズ）1987年
- 金色の星（サンコミックス・ストロベリーシリーズ）1988年
- 風にのったら…（サンコミックス・ストロベリーシリーズ）1988年
- グリーンアイにお気をつけ（サンコミックス・ストロベリーシリーズ）1988年
- 僕のお嬢さん（サンコミックス・ストロベリーシリーズ）1988年
- 沙羅双樹（白夜コミックス）1993年※表題作のほか、『緑の炎』・『共犯者』を再録。『睡る花』・『奈落』を初収録。
- 岸裕子の世界（白夜コミックス）1994年※『千の花』・『白蓮』など再録。

### 画集
- 散りぬるを-玉三郎恋唄-  (小学館・メルヘン・リーフ)  1977年
- 玉三郎花つづり（新書館）1981年

### 挿絵・イラスト
- 紫音と綺羅（雑誌『小説JUNE（ジュネ）』連載  25 - 40）
- 聖痕變生（雑誌『小説JUNE（ジュネ）』連載  45 - 47）